# Episodi di Haven (quinta stagione)
La quinta e ultima stagione della serie televisiva Haven, composta da 26 episodi, è stata divisa in due parti: la prima è stata trasmessa in prima visione assoluta negli Stati Uniti dal canale via cavo Syfy dall'11 settembre 2014; la seconda è andata in onda sulla stessa emittente dall'8 ottobre 2015.
In Italia la stagione è inedita.
| nº            | Titolo originale            | Titolo italiano | Prima TV USA      | Prima TV Italia |
| Prima parte   | Prima parte                 | Prima parte     | Prima parte       | Prima parte     |
| ------------- | --------------------------- | --------------- | ----------------- | --------------- |
| 1             | See No Evil                 |                 | 11 settembre 2014 |                 |
| 2             | Speak No Evil               |                 | 18 settembre 2014 |                 |
| 3             | Spotlight                   |                 | 25 settembre 2014 |                 |
| 4             | Much Ado About Mara         |                 | 2 ottobre 2014    |                 |
| 5             | The Old Switcheroo (Part 1) |                 | 10 ottobre 2014   |                 |
| 6             | The Old Switcheroo (Part 2) |                 | 17 ottobre 2014   |                 |
| 7             | Nowhere Man                 |                 | 24 ottobre 2014   |                 |
| 8             | Exposure                    |                 | 31 ottobre 2014   |                 |
| 9             | Morbidity                   |                 | 7 novembre 2014   |                 |
| 10            | Mortality                   |                 | 14 novembre 2014  |                 |
| 11            | Reflections                 |                 | 21 novembre 2014  |                 |
| 12            | Chemistry                   |                 | 28 novembre 2014  |                 |
| 13            | Chosen                      |                 | 5 dicembre 2014   |                 |
| Seconda parte |                             |                 |                   |                 |
| 14            | New World Order             |                 | 8 ottobre 2015    |                 |
| 15            | Power                       |                 | 8 ottobre 2015    |                 |
| 16            | The Trial of Nathan Wuornos |                 | 15 ottobre 2015   |                 |
| 17            | Enter Sandman               |                 | 22 ottobre 2015   |                 |
| 18            | Wild Card                   |                 | 29 ottobre 2015   |                 |
| 19            | Perditus                    |                 | 5 novembre 2015   |                 |
| 20            | Just Passing Through        |                 | 12 novembre 2015  |                 |
| 21            | Close to Home               |                 | 19 novembre 2015  |                 |
| 22            | A Matter of Time            |                 | 26 novembre 2015  |                 |
| 23            | Blind Spot                  |                 | 3 dicembre 2015   |                 |
| 24            | The Widening Gyre           |                 | 10 dicembre 2015  |                 |
| 25            | Now                         |                 | 17 dicembre 2015  |                 |
| 26            | Forever                     |                 | 17 dicembre 2015  |                 |

## See No Evil
- Titolo originale: See No Evil
- Diretto da: Shawn Piller
- Scritto da: Matt McGuinness e Gabrielle Stanton

### Trama
Ad Haven un terremoto distrugge il faro e con esso la porta di accesso tra i due Mondi. Tutti i personaggi che erano nella grotta vengono catapultati in varie parti della città. Duke si ritrova sulla spiaggia ed inizia subito la ricerca di Jennifer. Vince accompagna il fratello Dave in ospedale che ferito da un proiettile nelle vicissitudini nel faro. Nathan si ritrova nel bosco e sentendosi chiamare da Audrey le va subito incontro per abbracciarla. Ma Mara ha ormai prevaricato la personalità di Audrey, immobilizza Nathan e va in cerca delle sottilità (così ella chiama i passaggi tra i Mondi) e di Jennifer, l'unica che potrebbe fare da tramite per contattare William. Tali aperture sono narrate nelle leggende dei Mi'kmaq riportate sul diario di Caboto, che Vince consulta. Intanto in città compare un nuovo Problema: alcune persone muoiono subito dopo che gli occhi e la bocca gli si cuciono con un filo che nessuno strumento riesce a tagliare, problema "terminato" da un antenato di Duke ma che egli stesso ha ripristinato quando ha sanguinato nel faro. Mentre Nathan cerca di far ragionare Mara intenta a provare una "sottilità", cercando di convincerla che Audrey è ancora dentro di lei, ella gli spara e se ne va.

## Speak No Evil
- Titolo originale: Speak No Evil
- Diretto da: Shawn Piller
- Scritto da: Matt McGuinness & Gabrielle Stanton

### Trama
Mentre Mara continua nella sua ricerca delle sottilità, Duke diffonde un "problema" che cuce gli organi sensoriali (le tre scimmiette) delle persone che potrebbero essere in grado di dargli brutte notizie riguardo a Jennifer. Il corpo di Jennifer in effetti viene ritrovato in acqua già privo di vita e sarà Nathan ad informare Duke di ciò, rimanendo vittima del problema ma nel contempo riuscirà a far sì che egli riesca a superare il peso della perdita della ragazza. Vince, dando priorità alla salute del fratello Dave piuttosto che alla sicurezza del paese deve cedere suo malgrado il comando della guardia a Dwight, quest'ultimo supportato anche dagli uomini stessi della guardia. Mara cerca le palline di etere in possesso di Nathan ma viene catturata da quest'ultimo con uno stratagemma. Ancora semi cosciente, emerge in Mara la personalità soffocata di Audrey che dice a Nathan di essere "li dentro" e lo prega di insistere nell'aiutarla, appena prima che Mara, inconsapevole di questo, si riprenda. Nathan decide allora di non consegnare Mara alla guardia, così come aveva concordato con Dwight ma di portarla in un luogo nascosto.

## Spotlight
- Titolo originale: Spotlight
- Diretto da: T.W. Peacocke
- Scritto da:  Speed Weed & Shernold Edwards

### Trama
Nathan mette al corrente Duke della doppia personalità di Audrey/Mara ed in seguito porta costei in un rifugio di famiglia, per difenderla dagli uomini della guardia che la stanno cercando. Successivamente vengono raggiunti alla baita da Duke ed in tale frangente i due amici adottano un artificio psicologico al fine di far entrare in conflitto le due personalità della donna e fa sì che quella di Audrey riesca a controbattere quella predominante di Mara. Nel mentre irrompe Dwight con alcuni uomini della guardia.

## Much Ado About Mara
- Titolo originale: Much Ado about Mara
- Diretto da: T. W. Peacocke
- Scritto da: Speed Weed & Shernold Edwards

### Trama
Appena Dwight entra nella baita, Mara informa quest'ultimo che solo lei è in grado di guarire Duke in quanto potrebbe morire per i numerosi problemi che ha accumulato dentro di sé e lo costringe a temporeggiare ed uscire, con gli uomini della guardia all'esterno. Mentre Mara tergiversa con Duke, egli cerca di forzare la personalità sepolta di Audrey che emerge ma solo temporaneamente, dicendogli di non demordere. Mara salva Duke cambiandogli il problema ma propina a quest'ultimo un nuovo problema che gli impedisce di parlare correttamente, esprimendosi con parole sconnesse. Tale problema, come tutti i problemi legati ai sensi di colpa, cessa quando, grazie all'aiuto di Nathan, Duke accetta la morte di Jennifer liberandosi del rimorso. In seguito Nathan e Duke informano Dwight, che vuole uccidere Mara pensando che così facendo cessino tutti i problemi, che Audrey è ancora dentro il corpo ora governato da Mara. Nel frattempo Vince e Dave si sottopongono ad ipnosi per cercare di ricordare parte del tempo trascorso nei momenti successivi all'esplosione del faro. Successivamente però parlando con l'ipnoterapista scoprono che il tempo che hanno trascorso durante la seduta con lei è come cancellato e sugli gli appunti della terapeuta è stata scritta la parola Croaton. Dwight parlando con Mara si convince che quanto dicevano Nathan e Duke è vero: la personalità di Audrey è ancora presente e cerca con difficoltà di non soccombere. I tre amici convengono quindi di provare insieme a recuperare la personalità di Audrey riuscendovi, per breve tempo; Audrey li informa che Mara aveva mentito: non è in grado di eliminare definitivamente i problemi. Ma Mara si accorge che Audrey è ancora presente e si ripromette di ucciderla.

## The Old Switcheroo (Part 1)
- Titolo originale: The Old Switcheroo (Part 1)
- Diretto da: Jeff Ronfroe
- Scritto da: Cindy McCreery & Scott Shepherd

### Trama
Vince cerca informazioni su Croaton, la parola comparsa durante la seduta di ipnosi avuta con Vince. Si reca in Carolina del Nord presso la locale società di storia, ora divenuta tavola calda e chiede il motivo per cui si chiama The Old Croaton Café. Ne ricava una leggenda secondo la quale nel 1587 alcuni coloni vennero lasciati nei loro insediamenti in quell'isola mentre il loro comandante tornò in Inghilterra per recuperare provviste ed al ritorno la colonia era stata abbandonata, i coloni erano scomparsi e l'unica traccia lasciata fu la parola Croaton intagliata su un albero. Contemporaneamente emerge un problema che fa sì che alcune persone scambino incolpevolmente la propria personalità con quella di un'altra persona con cui condividono un segreto. In tale problema sono coinvolti anche Dave con Vince, Dwight con Gloria. Il problema sembra essere stato attivato proprio da un ragazzo ricoverato in clinica, fratello della donna che possiede il Croaton Cafè. Durante le indagini anche Nathan e Duke subiscono gli effetti di tale problema, dando loro modo di capire che Mara li sta ingannando fingendosi Audrey, al fine di fare abbassare loro le difese. Dave, mentre con Vince cercano maggiori informazioni riguardo al Croaton Café viene attirato da una sottilità ultra-dimensionale e non vi entra solo grazie al fratello.

## The Old Switcheroo (Part 2)
- Titolo originale: The Old Switcheroo (Part 2)
- Diretto da: Jeff Ronfroe
- Scritto da: Cindy McCreery & Scott Shepherd

### Trama
Nathan e Duke, ancora afflitti dal problema che ha scambiato i loro corpi, cercano con uno stratagemma di far riemergere la personalità di Audrey sfruttando un problema legato alla reincarnazione ma Mara con un inganno si libera e raggiunge il centro della città. Successivamente Mara viene comunque rintracciata e immobilizzata dai due amici; al gruppo si uniscono Vince a Dave, rientrati da Cincinnati con il fratello dell'uomo che aveva attivato il problema dello scambio delle persone; l'incontro dei due fratelli fa cessare il problema che era legato ai segreti: lo scambio tra persone veniva attivato tra coloro che avevano un segreto nei confronti della persona con cui si scambiavano. Dave confessa così a Vince che il segreto che manteneva era un fatto accaduto trent'anni prima, durante un altro evento di tempo mancante come quello accaduto nella seduta di ipnosi. Fu il giorno della morte di Colorado Kid, il figlio di Audrey. In quel frangente Dave ricorda che era stato trascinato in una sottilità e quando si risvegliò sulla spiaggia era accanto al cadavere di Colorado Kid. Dave si chiede quindi se fosse stato lui ad ucciderlo. Sulla barca Nathan e Duke, rientrati nei rispettivi corpi riprovano a scatenare il problema della reincarnazione pensando così di uccidere Mara per far riemergere la personalità di Audrey e, quando successivamente ad una piccola esplosione sembra che Mara ironicamente sottolinei il fallimento del loro tentativo, un lamento in un angolo del locale in cui si trovano fa notare a tutti, con stupore, che è comparsa un'altra persona: Audrey.

## Nowhere Man
- Titolo originale: Nowhere Man
- Diretto da: Rob Lieberman
- Scritto da: Brian Millikin

### Trama
Dopo un iniziale sconcerto, i tre amici convengono di nascondere e tenere rinchiusa Mara nella stiva della barca di Duke, anche per capire se ella sia connessa ad Audrey. Nel contempo in città si manifesta un "problema" che fa scomparire le persone lasciando sul posto un'ombra, simile a quella lasciata a seguito di un incenerimento atomico. Nathan, mentre investiga, viene colpito dal problema e constata che le vittime di tale problema, pur essendo coscienti della realtà quotidiana non riescono a farsi percepire al tatto ed alla vista dalle persone "normali". Solo Mara può percepirlo e da questo Nathan evince che la donna è immune ai problemi, ma Mara non intende aiutare né Nathan né Duke, dal quale vuole il diario della famiglia Crocker. Nathan riesce a parlare con altri individui afflitti da tale problema, i quali sono convinti di essere morti e di essere in una specie di "attesa prima di passare oltre". Nel prosieguo delle indagini Audrey viene rapita da alcuni uomini della guardia, convinti che sia ancora nelle vesti di Mara e che sia lei a scatenare i problemi. Duke, informato del rapimento di Audrey riesce appena in tempo a salvare l'amica e constata in seguito che le due donne non sono connesse fisicamente, per cui l'una non subirebbe le eventuali ferite che subirebbe l'altra, come fu per Audrey nei confronti di William. Nathan, ancora vittima del "problema dell'ombra", scopre che un uomo anch'egli afflitto e che aveva incontrato in precedenza è stato ucciso al cimitero con colpi al petto, vicino a una lapide, sulla quale è scritto «anche i fantasmi possono morire».

## Exposure
- Titolo originale: Exposure
- Diretto da: Rob Lieberman
- Scritto da: Nick Parker

### Trama
Duke, concordando con Audrey chiama Seth, il ragazzo che li aveva aiutati in passato con il rugaru, il quale riesce a percepire la presenza di Nathan facendo uso di uno strumento che rileva i campi elettromagnetici. Mentre Seth appronta lo strumento, Audrey intuisce che il problema è attivato da una ragazza che scatta fotografie. Nathan intanto crede che l'uomo che inizia a uccidere le vittime del problema sia Reggie, anch'egli rimasto vittima della folgorazione e, lo cerca. Il vero omicida è però Morgan, un altro uomo che in passato è stato il fidanzato della fotografa il cui "problema" si scatenò proprio quando il ragazzo le confessò di avere un male incurabile. Morgan riesce a sopraffare Nathan e Audrey che nel frattempo si è fatta "trasportare" nella dimensione incorporea e la stessa fotografa, la ragazza di Morgan. Il fine di quest'ultimo è quello di trasportare la sua ragazza dall'altra parte in quanto se il problema fosse stato risolto egli sarebbe "tornato", con il cancro che lo stava uccidendo. Audrey riesce però a risolvere il senso di colpa della ragazza e con ciò risolve anche il "problema", riportando nella realtà effettiva tutti coloro che ne erano rimasti vittime. Nel frattempo, Duke e Vince riescono a fare ritorno dall'ospedale nel quale erano trattenuti a causa della ferita alla gamba di Dave. Mara cerca di instillare dei dubbi a Duke sul motivo per cui egli, pur potendo, non l'ha definitivamente "eliminata" quando ha sdoppiato la sua personalità facendo tornare Audrey. Quando le cose sembrano tornate alla normalità, ai fratelli Vince e Dave Teauges si presenta Charlotte, del Centro di Controllo Malattie (CDC), dichiarando di cercare Dave Teauges.

## Morbidity
- Titolo originale: Morbidity
- Diretto da: Rick Bota
- Scritto da: Speed Weed

### Trama
L'arrivo della referente del CDC mette tutti in agitazione. La preoccupazione che il "mondo esterno" venga a conoscenza dei "problemi" è forte. La donna è arrivata a Haven a seguito di una biopsia effettuata a Dave quando questi era ricoverato in ospedale a seguito di una ferita riportata durante il crollo del faro, quando si aprì la "porta dimensionale". Charlotte chiede chiarimenti a Dave sulla natura della ferita, il quale evasivamente, concordando con Dwight, incolpa una medusa. Temporaneamente risolto il rischio di fuga di notizie, Dwight approccia affabilmente Charlotte che decide di prendere un giorno di ferie e fermarsi a Haven. In città compare però un problema: alcuni individui appaiono per le strade indossando tute da orso. La sera stessa, un'intossicazione generale pare colpire tutti gli avventori del ristorante dove Dwight e Charlotte stanno cenando e la donna teme che possa essere un'epidemia. Gli eventi precipitano a seguito di problemi che coinvolgono più persone e Charlotte, che crede le stiano nascondendo informazioni importanti riguardo a vittime di malattie infettive, vuole dichiarare lo stato di quarantena e chiedere rinforzi alla città vicina. Mara nel frattempo cerca di seminare dissidio tra Duke e il resto del gruppo riuscendovi parzialmente: durante un diverbio seguito al convenire su come fermare l'intento di Charlotte, Dwight per difendere quest'ultima colpisce Duke con una scarica elettrica. Mara pare riuscita nell'intento di rompere l'affiatamento del gruppo.

## Mortality
- Titolo originale: Mortality
- Diretto da: Rick Bota
- Scritto da: Adam Higgs

### Trama
Mentre l'epidemia persistente attiva i problemi alle persone che ne vengono colpite, Dwight decide di svelare a Charlotte i "segreti" di Haven, ponendo lo scetticismo della donna di fronte all'evidenza: prima facendosi colpire da un proiettile poi facendo marcire istantaneamente del cibo; la speranza di Dwight è che la dottoressa possa aiutare a risolvere definitivamente i "problemi" con la propria competenza. Duke nel frattempo libera Mara ed insieme cercano le capsule di etere in possesso di Dwight, riuscendo quasi a recuperarle. Nonostante si riesca a venire a capo dell'epidemia, Audrey è debilitata nel fisico.
Nel frattempo Dave, fuori città, cerca di convincere i superiori della dottoressa a farla richiamare per allontanarla da Haven ma, viene messo al corrente che il CDC non ha mai inviato nessuno a Haven.

## Reflections
- Titolo originale: Reflections
- Diretto da: Grant Harvey
- Scritto da: Shernold Edwards

### Trama
La salute di Audrey peggiora, così su insistenza di Nathan si fa visitare dalla dottoressa Charlotte che successivamente a un esame ematico la informa che la spossatezza a cui è soggetta è dovuta al fatto che il suo corpo è soggetto a una degenerazione cellulare. Nel frattempo Dwight e Nathan scoprono che un uomo della guardia ha rubato la fiala con all'interno alcune palline di etere, con le quali è possibile manipolare e guarire i problemi. Il rapporto tra Dwight e Charlotte diviene sempre più intimo.

## Chemistry
- Titolo originale: Chemistry
- Diretto da: Grant Harvey
- Scritto da: Y. Shireen Razack

### Trama
Vince, che diffida della dottoressa Charlotte, penetra nel suo studio e scopre un diario che ritrae vecchie foto di Sara, Lucy e Veronica, le personalità che Audrey aveva assunto in passato nelle sue cicliche apparizioni ad Haven. Ne parla così con Audrey che a sua volta informa Nathan, oltre ad aggiornarlo sul suo precario stato di salute. Nel frattempo Mara, che era nascosta con Duke in un luogo sicuro, sembra essere stata rapita. Tramite l'aiuto di Gloria, la patologa di Haven, Duke scopre che le tracce lasciate del misfatto conducono a Kirk, lo stesso uomo della guardia che parrebbe avere rubato l'etere dalla cassaforte di Dwight e, per tale motivo cercato anche da Nathan. Charlotte riesce a dare una spiegazione convincente a Vince e Audrey riguardo al plico di foto in suo possesso ma Vince matura altri dubbi concernenti la sua reale identità. Cercando conferme di ciò con Audrey, trova nella macchina di Charlotte un anello che era appartenuto a Sara, una delle "precedenti vite" di Audrey. Duke trova Kirk, l'uomo che avrebbe rapito Mara ma, involontariamente lo uccide prima che costui possa dirgli qualcosa anche riguardo all'etere rubato. Successivamente Duke, riconciliatosi con Nathan, riceve un pacchetto con dentro la fiala che conteneva l'etere, ma con al suo interno un dito troncato del piede di Mara; solo Mara poteva organizzare tutto quanto e Duke deve prenderne atto suo malgrado. Charlotte, messa alle strette anche riguardo all'anello il suo possesso, rivela a Audrey che ogni componente della sua famiglia ne ha uno e le confessa di essere sua madre.

## Chosen
- Titolo originale: Chosen
- Diretto da: Shawn Piller
- Scritto da: Matt McGuiness

### Trama
Charlotte racconta per sommi capi a Nathan e Audrey il motivo per cui si trova a Haven ed il suo rapporto con Audrey: Mara che in età terrestre avrebbe 600 anni, proverrebbe da un mondo parallelo molto più avanzato. L'etere, una sostanza che si trova nel vuoto che divide i due mondi sarebbe una sostanza che Mara avrebbe usato insieme a William per gioco, creando dei "problemi" alle persone di Haven, cittadina collegata all'altro mondo tramite le sottilità. La madre Charlotte, per punirla e farle capire gli errori commessi, l'avrebbe condannata a tornare tramite in fienile, un luogo interdimensionale, ogni 28 anni con una diversa personalità, per riparare ai mali fatti in passato. Charlotte ritiene che l'unico modo per salvare Audrey ed evitare che Mara scappi in una "sottilità" distruggendo l'intera Haven sia riunire le due personalità separate: quella negativa di Mara e quella positiva di Audrey con il rischio però che così facendo Audrey muoia. Mentre Dave e Vince cercano nel bosco altre informazioni su Croaton sulla base delle visioni sempre più frequenti di Dave, Charlotte e Audrey raggiungono Mara, intenta a scappare in North Carolina con Duke alla ricerca di una sottilità. Charlotte riesce a vincere la diffidente e rancorosa personalità di Mara e a riunire le due separate anime, in tal modo la personalità negatività di Mara, resa torbida da vicissitudini familiari antiche, scompare. Contemporaneamente però, una fitta nebbia misteriosa proveniente dal bosco dove si trovano Dave e Vince si avvicina a Haven. I due fratelli giornalisti trovano la scritta "Croaton", gessata su una roccia scritta di recente e da Duke, pervaso da un attacco epilettico, escono una miriade di problemi sotto forma di palline nere che successivamente si dirigono verso gli abitanti di Haven infettandoli.

## New World Order
- Titolo originale: New World Order
- Diretto da: Shawn Piller
- Scritto da: Brian Millikin & Nick Parker

### Trama
I "problemi" usciti dal corpo di Duke contagiano gli abitanti di Haven e la situazione si fa insostenibile. Per cercare di tranquillizzare i residenti della cittadina, Dwight prima informa tutti i colleghi del corpo di polizia sulla natura dei problemi per rendere noto il tutto anche a coloro che ne ignorano l'esistenza e successivamente, anche i cittadini stessi con un comunicato radio, avvertendoli anche che una nebbia impedisce a chiunque di lasciare la città. Duke così, immune dai problemi che ha scatenato e convinto di esserne la causa abbandona la città mentre Dave e Vince cercano di approfondire il significato delle visioni di Vince riguardo a Croaton, che era anche il nome di un'antica comunità locale scomparsa nel nulla.

## Power
- Titolo originale: Power
- Diretto da: Rick Bota
- Scritto da: Adam Higgs

### Trama
Gli abitanti del paese, aiutati dagli uomini della guardia e dai nostri protagonisti, si organizzano razionando i beni essenziali e riunendosi in municipio: un nuovo problema uccide coloro che si fanno sorprendere dal buio. Duke intanto raggiunge Halifax dove, dopo una breve esperienza non gratificante come meccanico viene raggiunto da Hailie, figlia di un vecchio amico che aveva precedentemente contattato per telefono; i due si adoperano per recuperare dei soldi illegalmente. A Haven, una piccola spedizione formata da Luke, Charlotte, Dave e Kira, una ragazza con problemi connessi all'energia elettrica che può aiutare il gruppo, si avviano verso la centrale elettrica per ripristinare piena potenza alla città. Nel frattempo Vince mette a conoscenza Audrey del fatto che nelle ultime settimane sono stati scoperti dei cadaveri presumibilmente uccisi, con la stessa modalità con cui sarebbe stato ucciso Colorado Kid, il figlio di Audrey. I cadaveri non hanno segni di violenza, Vince lo chiama "l'assassino senza traccia". Nathan e Kira nel frattempo, separatisi dagli altri due amici trovano un luogo dove sono raccolti ingenti quantitativi di etere, ma Kira cade in un pozzo ed i tre amici rimasti ritornano separatamente al municipio, dopo avere riparato la centrale elettrica. Il ragazzo di Kira però non accetta che la fidanzata non sia tornata e credendola morta incolpa Nathan dell'accaduto.

## The Trial of Nathan Wuornos
- Titolo originale: The Trial of Nathan Wuornos
- Diretto da: Rick Bota
- Scritto da: Speed Weed

### Trama
Al fine di quietare gli animi dei cittadini esasperati da Tony, il ragazzo di Kira che incolpa Nathan di avere lasciato morire la ragazza, viene deciso di imbastire un processo democratico nei confronti di Nathan stesso, mentre Dwight e Charlotte, informati del fatto che Kira possa essere viva, vanno alla ricerca di costei. Audrey si accorge che la persona che causa il problema del buio è Tony stesso, arrabbiato perché Kira lo aveva lasciato poco tempo addietro. Facendo leva sul senso di colpa di Tony, Audrey riesce a convincere costui a prendere coscienza dello stato dei fatti. Charlotte e Dwight trovano Kira viva, bloccata in fondo a un pozzo, ma illesa; con grande sorpresa trovano in una caverna adiacente un quantitativo sorprendente di etere, con il quale Charlotte è sicura di potere lavorare per risolvere definitivamente i problemi.

## Enter Sandman
- Titolo originale: Enter Sandman
- Diretto da: Lucas Bryant
- Scritto da: Shernold Edwards

### Trama
Audrey, insieme ad altri residenti, viene catapultata in una dimensione onirica da un ragazzo innamorato di lei, soprannominato Sandman, che rapisce lei ed altre persone per imbastire un improbabile matrimonio con la stessa Audrey. Solo con l'aiuto di Nathan prima e Charlotte poi, la situazione riesce a volgere al meglio. Duke, a Hollowey, si accorge suo malgrado che nessuno si ricorda di lui o conosce la cittadina di Haven, che non compare nemmeno sulle mappe topografiche. Per cui non può accedere a conti bancari o chiedere aiuto essendo un perfetto sconosciuto. Incontra però Seth, il ragazzo appassionato di misteri inspiegabili che in passato aveva partecipato alla cattura del Rugaru e con il quale riesce a connettere i ricordi.

## Wild Card
- Titolo originale:  Wild Card
- Diretto da: Lee Rose
- Scritto da: Brian Millikin & Nick Parker

## Perditus
- Titolo originale: Perditus
- Diretto da: Lee Rose
- Scritto da: Gabrielle Stanton & Adam Higgs

## Just Passing Through
- Titolo originale: Just Passing Through
- Diretto da: Colin Ferguson
- Scritto da: Sam Ernst & Jim Dunn

## Close to Home
- Titolo originale: Close to home
- Diretto da: Sudz Sutherland
- Scritto da: Joshua Brandon

## A Matter of Time
- Titolo originale:  A Matter of Time
- Diretto da: Sudz Sutherland
- Scritto da: Brian Millikin